# Romina Power
Romina Francesca Power Welter (Los Ángeles, 2 de octubre de 1951) es una actriz y cantante estadounidense nacionalizada italiana, hija del actor Tyrone Power y de la actriz mexicana Linda Christian.
Estuvo casada con el cantante italiano Al Bano durante casi tres décadas (1970-1999), con quien formó un dúo musical y con el que tuvo cuatro hijos: Ylenia María (1970-1994), Yari Marco (1973), Cristèl Chiara (1985) y Romina Iolanda (1987).

## Biografía

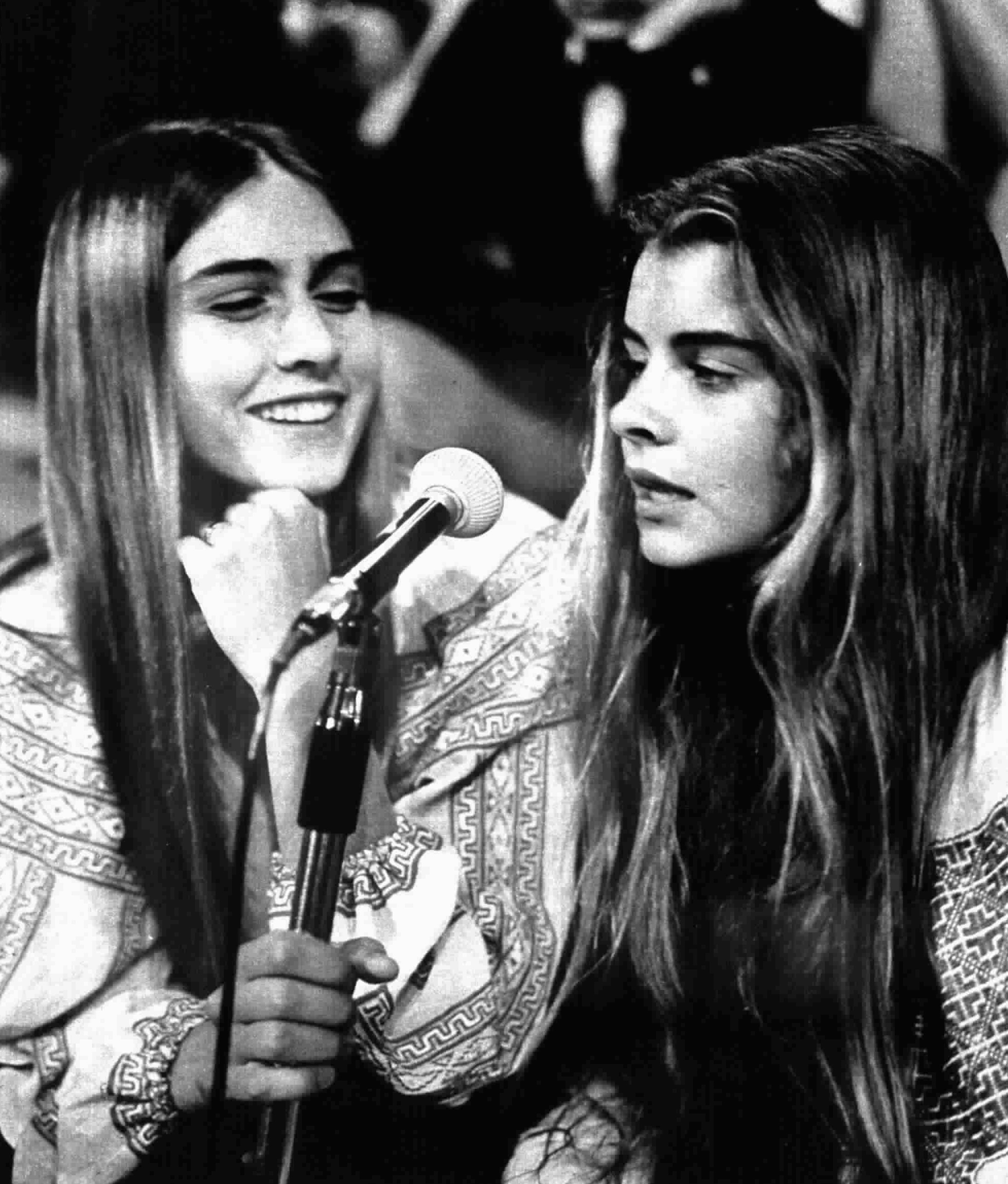
Romina y Taryn Power en Turín, en 1972, en el espectáculo Tutto è pop (foto publicada por la revista Radiocorriere).

Nacida en Los Ángeles (California), es hija del actor Tyrone Power (1914-1958) y de la actriz Linda Christian (1923-2011). Tenía una hermana menor, Taryn Power (1953-2020) y tiene un medio-hermano del último matrimonio de su padre, Tyrone Power, Jr. (22 de enero de 1959). Sus padres se divorciaron en 1956 y entonces partió con su madre y su hermana a vivir a Italia.
El 26 de julio de 1970 se casó con el cantante Al Bano, con quien había cantado el dúo Storia di due innamorati ("Historia de dos enamorados"). Ella tenía 18 años y él 27. Tuvieron cuatro hijos: Ylenia Maria, nacida el 29 de noviembre de 1970, Yari Marco, nacido el 21 de abril de 1973, Cristèl Chiara, nacida el 25 de diciembre de 1985, y Romina Iolanda, nacida el 1 de junio de 1987.
En 1975 interpretaron Diálogo y en 1976 participan en el Festival de Eurovisión con We'll live it all again. En 1981 cantan Sharazan y al año siguiente están en San Remo con la exitosa Felicità (Felicidad), que se ubica en la segunda posición. En 1984 ganan el Festival de San Remo con la canción Ci sarà  y en 1985 participan de nuevo en Eurovisión con Magic oh magic.
En 1987 grabaron los discos Nostalgia canaglia (Nostalgia Canalla), tercero en San Remo, y Libertà! (¡Libertad!). Posteriormente siguieron con Cara terra mia, nuevamente tercero en San Remo en 1989. En 1991, la pareja interpretó en el Festival Oggi sposi.
El 6 de enero de 1994 desapareció en Nueva Orleans su hija Ylenia Carrisi, lo cual marcó un antes y un después en su vida y desencadenó la ruptura matrimonial.
En 1996, Al Bano comenzó su carrera en solitario y en 1999 ambos se separaron. En 2005 se divorciaron. Posteriormente Al Bano se fue a vivir, sin casarse, con la presentadora de televisión Loredana Lecciso, con la cual tuvo dos hijos.
En 2007, Power declaró que dejaba Italia para trasladarse a Arizona, Estados Unidos.
En 2015, no obstante, mejoró su relación con su exmarido, Albano Carrisi, por lo que volvieron a actuar juntos en varios conciertos y eventos, rememorando sus mejores éxitos.
A fines de 2016 hizo pública su relación con Brian Sweeney, un productor de Hollywood con el que llevaba cuatro años de relación secreta.
Romina Power además, ha declarado su pública admiración por su padre Tyrone Power (cuyo parecido físico es notable) y ha sido promotora de mantener la imagen de este en cada ocasión que lo merece.